# リビングストン山地
キペンゲレ山脈 (Kipengere Range) あるいはリビングストン山地（Livingstone Mountains）は、タンザニア南部のマラウイ湖北岸に面した山地である。最高峰はルングウェ山（Rungwe Mt.：2981m）。「リビングストン」とは、この地域を探検し、ヴィクトリア滝を発見した探検家デイヴィッド・リヴィングストンの名を付けたもの。